# Lassouts
Lassouts är en kommun i departementet Aveyron i regionen Occitanien i södra Frankrike. Kommunen ligger  i kantonen Espalion som ligger i arrondissementet Rodez. År 2022 hade Lassouts 318 invånare.

## Befolkningsutveckling
Antalet invånare i kommunen Lassouts
Referens: INSEE